# William St Leger
Sir William St. Leger († 2 juillet 1642), est un homme politique anglais, President of Munster (en) de 1627 à 1642.

## Biographie
William St. Leger naît à une date incertaine, en Irlande, fils de Sir Warham St. Leger († 1600) et d'Elizabeth Rothe († 1620) de Kilkenny. Il est l'arrière-petit-fils d'Anthony St Leger.
Il est President of Munster (en) de 1627 à 1642.
Il devient membre de la Chambre des communes irlandaise en 1634, pour County Cork.
Durant la Rébellion irlandaise de 1641, les forces et les fournitures dont il disposé se sont montrées insuffisantes.
Sa fille épousa Murrough O'Brien, 1er comte d'Inchiquin, quant à son fils John, il épousera la fille d'Arthur Chichester, 1er comte de Donegall (son fils, Arthur St Leger, sera créé vicomte Doneraile (en) en 1703).

## Sources
- St. Leger, William (d. 1642), in Dictionary of National Biography, 1885-1900